# Voivodato di Breslavia

Voivodato di Breslavia (1946-1950)

Voivodato di Breslavia (1950-1975)

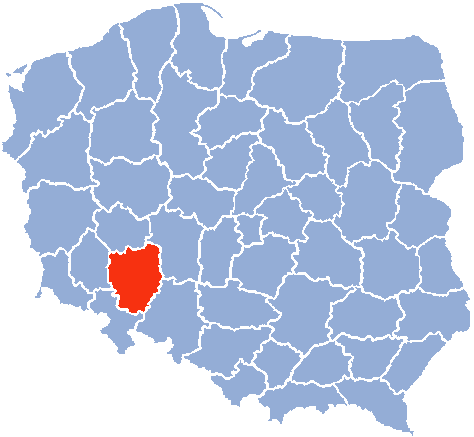
Voivodato di Breslavia (1975-1998)

Il voivodato di Breslavia (in polacco: województwo wrocławskie) è stato un'unità di divisione amministrativa e governo locale della Polonia negli anni dal 1945 al 1975 e dal 1975 al 1998. Nel 1999 è stato sostituito dal voivodato della Bassa Slesia. La città capitale era Breslavia.

## Principali città (popolazione nel 1995)
- Breslavia (642.700)
- Oleśnica (38.900)
- Oława (31.800)